# Ralf und Florian
Ralf und Florian ist das dritte Studioalbum der Band Kraftwerk. Es erschien im Oktober des Jahres 1973 in Deutschland und Frankreich unter dem Philips-Label. In Großbritannien wurde es im Januar 1974 unter dem Vertigo-Label veröffentlicht. Im August 1975 erschien es unter dem Vertigo-Label in den Vereinigten Staaten. Es ist auch unter den Namen Ralf and Florian und Ralf & Florian erschienen.

## Entstehung
Das Album wurde zwischen Mai und Juli 1973 im damals neu benannten Kling-Klang-Studio in Düsseldorf von Ralf Hütter und Florian Schneider aufgenommen. Für die Tontechnik war Conny Plank verantwortlich. Die Covergestaltung übernahm Emil Schult. Der Schallplatte lag ein ebenfalls von Emil Schult gestaltetes großes Poster bei. Das Foto auf dem Cover machte Robert Franck.
Es war das erste Album von Kraftwerk, in dem Synthesizer eingesetzt wurden. Dadurch wurde die Musik elektronischer als auf den Alben zuvor. Tongebirge und Heimatklänge sind eher ruhige Zusammenspiele vom Minimoog und Querflöte. In Kristallo hört man ein elektronisches Klavier von Farfisa. „Ananas Symphonie“ ist ein frühes Beispiel für ein Lied, in dem Vocoder-Stimmen eingesetzt wurden, ansonsten sind die Lieder auf diesem Album instrumental.
Dieses Album verschwand in den achtziger Jahren vom Markt und wurde nie auf CD wiederveröffentlicht. Die Musiker von Kraftwerk distanzierten sich später von der Musik aus der Frühphase der Band – so wurde auch kein Album von vor 1974 in den Katalog aufgenommen. Seit 1994 gibt es diverse Schwarzkopien und Bootlegs dieser Alben von Plattenfirmen wie Germanofon und Crown Records. In den US-Billboard Album Charts erreichte es Platz 160.

## Titelliste

### A-Seite
1. Elektrisches Roulette 4:19
2. Tongebirge 2:50
3. Kristallo 6:18
4. Heimatklänge 3:45

### B-Seite
1. Tanzmusik 6:34
2. Ananas Symphonie 13:55

## Rezeption
Philipp Schmidt kommt in einem umfassenden Essay zur Musik von Kraftwerk zu dem Schluss, Ralf und Florian könne als „Übergang angesehen werden“, bei dem die Band „sowohl musikalisch als auch vom Konzept der Gruppe her […] an einem Wendepunkt angelangt“ sei. Im Vergleich zu den Vorgängeralben herrsche „eine weichere, sanftere Atmosphäre“ und der Sound sei wesentlich klarer. Auch das Image der Band habe sich dahingehend gewandelt, dass Kraftwerk „schon nicht mehr wie Musiker, sondern viel eher wie exzentrische Wissenschaftler“ wirkten.
In seiner Rezension auf den „Babyblauen Seiten“ führt Thomas Schüßler an, die Band lasse „auf ihrem dritten Album die Soundexperimente weitgehend hinter sich und begebe sich auf den Weg hin zu mehr songorientierten Strukturen.“ Auch sein Kollege Jochen Rindfrey befand, das Werk sei „nicht mehr so experimentell wie die ersten beiden Alben, [aber] auch nicht stilbildend wie die späteren Kraftwerk-Sachen“, mache aber dennoch beim Hören Spaß.